# Godziszewy
Godziszewy – wieś w Polsce położona w województwie kujawsko-pomorskim, w powiecie rypińskim, w gminie Rypin.
W latach 1975–1998 miejscowość administracyjnie należała do województwa włocławskiego.

## Części wsi
| SIMC    | Nazwa     | Rodzaj    |
| ------- | --------- | --------- |
| 0868945 | Wiktorowo | część wsi |

## Demografia
Według Narodowego Spisu Powszechnego (III 2011 r.) liczyła 364 mieszkańców. Jest dziewiątą co do wielkości miejscowością gminy Rypin.

## Historia
Według Słownika geograficznego Królestwa Polskiego i innych krajów słowiańskich w XIX w. Godziszewy były wsią i folwarkiem wraz z osadą Wiktorowo w gminie Czermin. W XIX w. dziedzicem dóbr Godziszewy był m.in. Antoni Starorypiński (1760-1830) h. Nałęcz, który był pułkownikiem w wojsku Księstwa Warszawskiego. 02.06.1810 r. otrzymał awans na podpułkownika i dowódcę 2. batalionu w 3. Pułku Piechoty Księstwa Warszawskiego od księcia Józefa Poniatowskiego. Z majątku szlacheckiego Godziszewy pochodziła także Służebnica Boża Kościoła katolickiego Walentyna Łempicka.

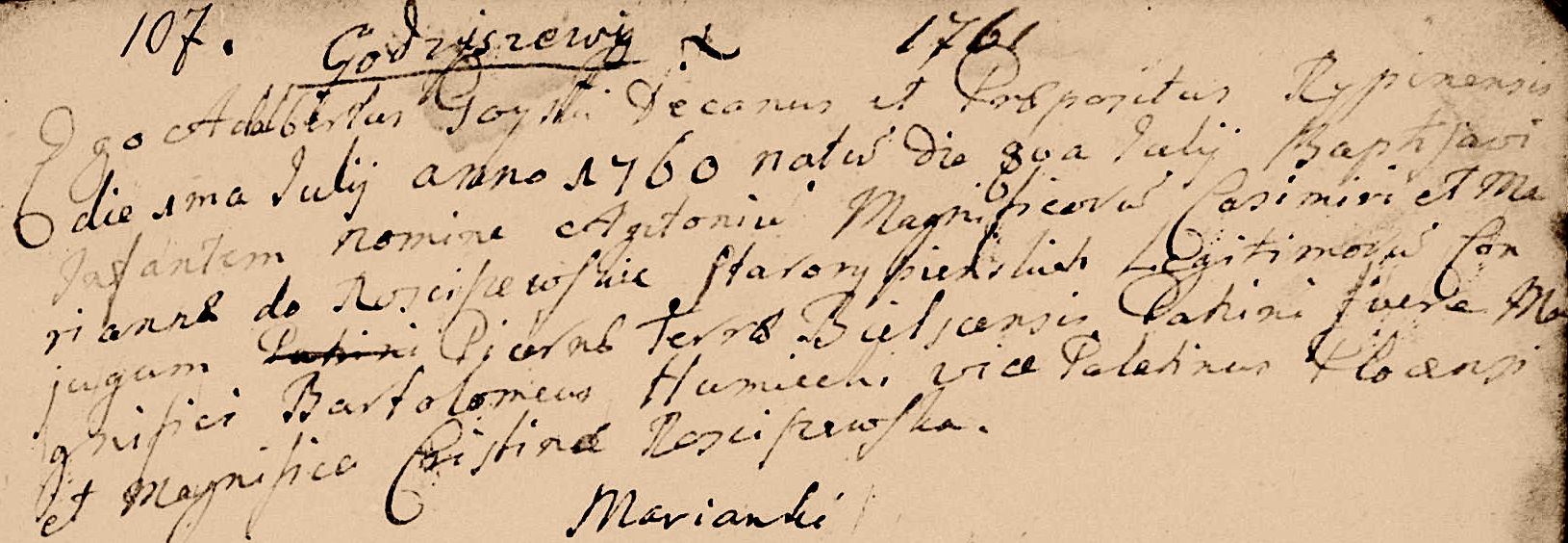
Akt urodzenia pułkownika Antoniego Starorypińskiego - Archiwum Diecezjalne w Płocku

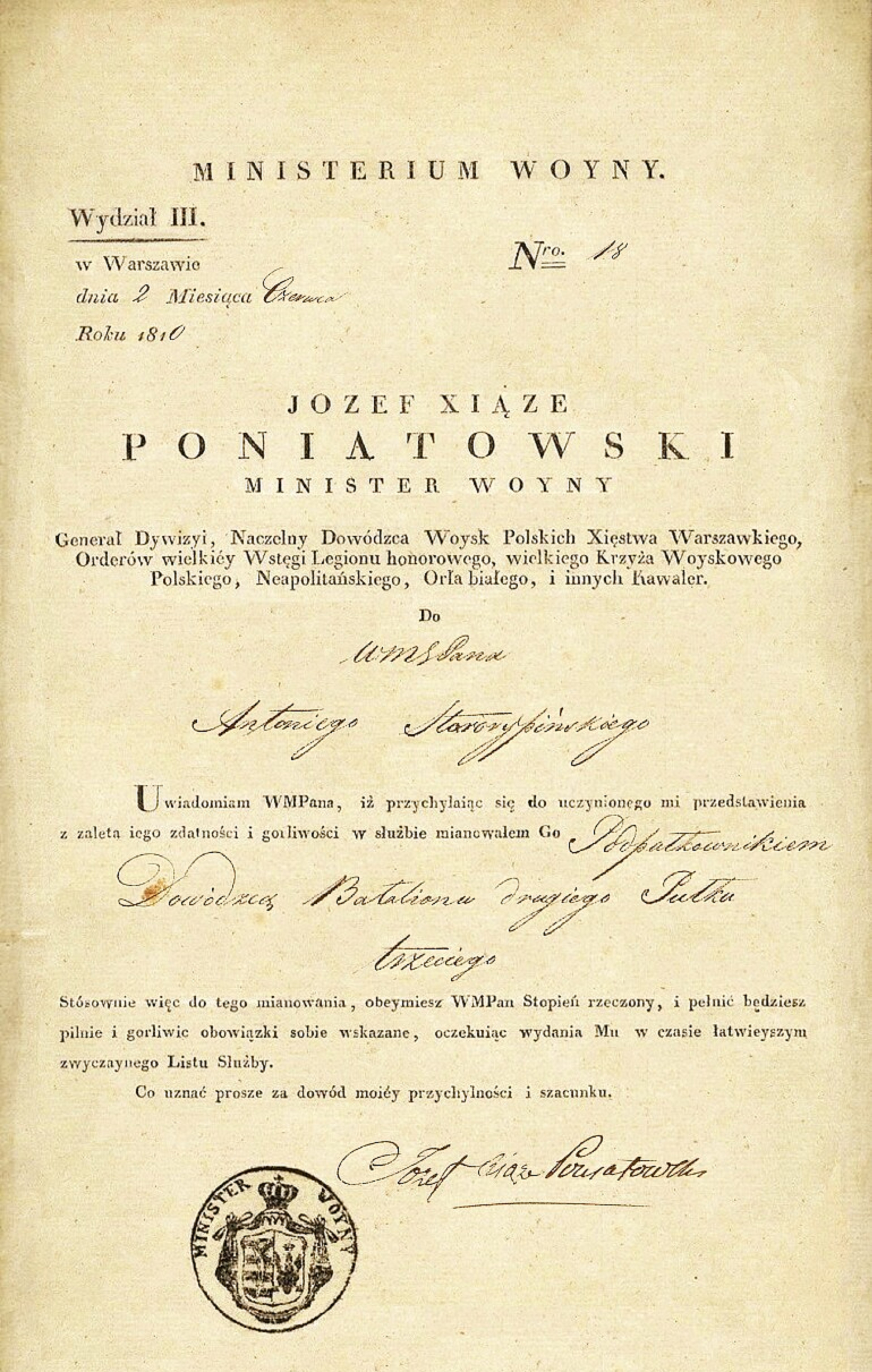
Nominacja na podpułkownika i dowódcę 2. Batalionu w 3. Pułku Piechoty Księstwa Warszawskiego dla Antoniego Starorypińskiego od księcia Józefa Poniatowskiego - 02.06.1810 r

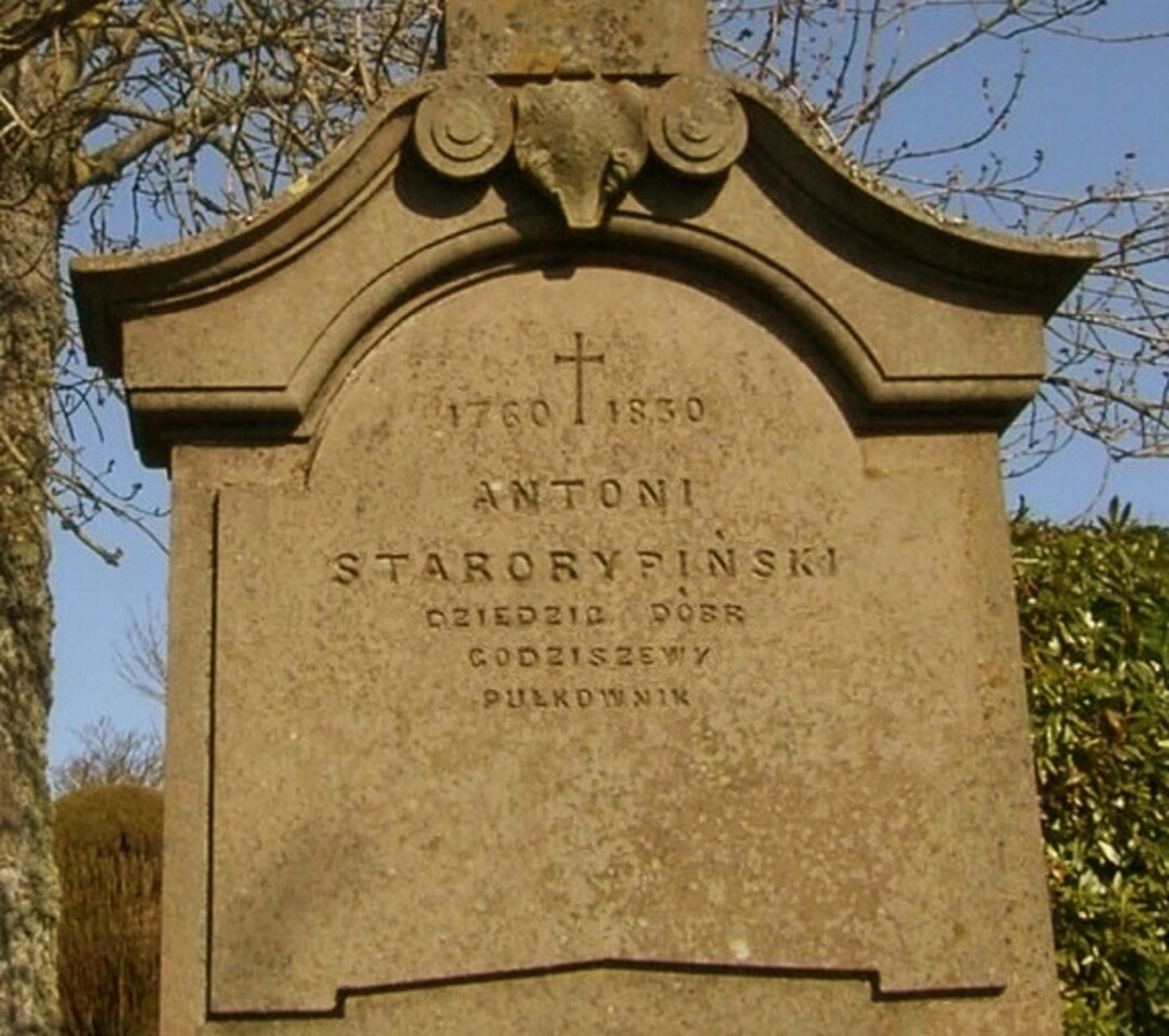
Nagrobek Antoniego Starorypińskiego